# Dipartimento di Canindeyú
Il dipartimento di Canindeyú è il quattordicesimo dipartimento del Paraguay, situato nella parte orientale del paese. Il capoluogo è la città di Salto del Guairá.

## Divisione politica
Il dipartimento è diviso in 10 distretti:
| Distretto                           | km²   | Abitanti (2002) |
| ----------------------------------- | ----- | --------------- |
| Corpus Christi                      | 1.821 | 13.303          |
| Curuguaty                           | 524   | 57.387          |
| General Francisco Caballero Álvarez | 1.043 | 8.884           |
| Itanará                             | 920   | 2.076           |
| Katueté                             | 816   | 7.489           |
| La Paloma                           | 728   | 6.373           |
| Nueva Esperanza                     | 1.342 | 9.951           |
| Salto del Guairá                    | 1.382 | 11.298          |
| Villa Ygatimí                       | 1.898 | 17.483          |
| Yasy Cañy                           |       |                 |
| Ypejhú                              | 956   | 5.893           |

## Geografia fisica

### Territorio
Il dipartimento confina a nord con il dipartimento di Amambay e con il Brasile, a est con il Brasile, a sud con i dipartimenti di Caaguazú e dell'Alto Paraná e a ovest con il dipartimento di San Pedro.
Il territorio è attraversato dalle cordilleras di Amambay e di Mbaracayu che ne delimitano il confine col Brasile. È inoltre solcato da numerosi affluenti del Paraná.

### Clima
Il clima del dipartimento è gradevole, la temperatura media si attesta intorno ai 21 °C. Le precipitazioni sono abbondanti (soprattutto nella parte settentrionale) ma distribuite nel corso dell'anno.

## Storia
Il territorio del dipartimento di Canindeyú fu abitato per secoli da alcune tribù di etnia guaraní; dopo la conquista spagnola, tuttavia, la zona rimase poco popolata a causa delle frequenti incursioni dei bandeirantes paulisti. Durante il XIX secolo la conca del fiume Jejuí cominciò ad essere sfruttata per la coltivazione dell'erba mate, ma solo dopo la Guerra del Chaco i grandi possidenti cominciarono a vendere i loro appezzamenti permettendo lo sviluppo demografico del territorio.
La legge n° 406 del dicembre 1973 creò il dipartimento di Canendiyú, il cui nome fu poi corretto in Canindeyú da una legge nazionale, riparando ad un errore toponomastico.

## Etimologia
Il nome del dipartimento deriva, a seconda delle versioni, da quello di un cacique che comandava nella zona oppure dal nome in lingua guaraní di un'ara dal piumaggio giallognolo che vive nel territorio.

## Economia
Il dipartimento di Canindeyú è il primo produttore del paese di caffè, il secondo produttore di tabacco ed il terzo di soia e mais. In misura minore sono coltivati anche grano, manioca, cotone e girasole. Sviluppato anche l'allevamento di bovini.
Un tempo il territorio era ampiamente ricoperto di boschi. Nel periodo dal 1884 al 1991 ha però subito una drastica deforestazione. Le segherie occupano ancora un ruolo importante nell'economia del territorio.
Nel dipartimento esistono decine di comunità indigene di etnia Mbya Guaraní, Aché, Avá Guaraní e Paí Tavyterã, che insieme sommano una popolazione di più di 13 000 abitanti. Tra di esse, alcune hanno mantenuto il loro costume e sviluppano una propria produzione artigianale.